# Bathydevius
Bathydevius caudactylus (лат.) (греч. βαθύς «глубокий» + лат. devius «отклоняющийся») — вид весьма своеобразных голожаберных моллюсков, обитающих в глубинах северной части Тихого океана. Единственный представитель рода, и является единственным известным членом монотипического семейства Bathydeviidae.

## Таксономия
Bathydevius caudactylus — голожаберный моллюск с необычным внешним видом, экологией и таксономией. Первый известный голожаберный моллюск, обитающий в батипелагической зоне, и один из немногих пелагических, свободно плавающих родов в пределах этой в основном бентосной группы. Имеет большой колоколообразный ротовой капюшон, который он может использовать для ловли добычи, напоминающий ловушку венериной мухоловки и очень похожий на капюшон голожаберного моллюска Melibe. Однако филогенетические исследования показывают, что Bathydevius не имеет близкого родства с Melibe и является либо (на основании рРНК) наиболее базальным родом голожаберных, либо (на основании мтДНК) сестринским родом Bathydorididae.

## Распространение
Большинство наблюдений Bathydevius caudactylus было сделано у побережья Калифорнии в каньоне Монтерей, но отдельные особи также были замечены около подводной горы Дэвидсон, у побережья мыса Консепсьон и у берегов Орегона. Кроме того, две особи похожего голожаберного моллюска были обнаружены вблизи Марианской впадины, что потенциально может расширить ареал этого рода или родственных ему до западной части Тихого океана.

## Внешний вид и образ жизни

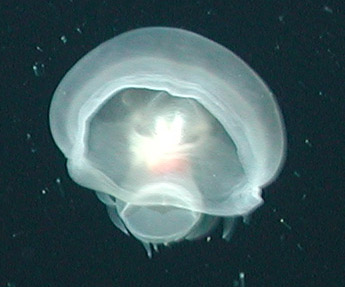
Bathydevius спереди, с раскрытым капюшоном

Bathydevius caudactylus имеет длину от 56 до 145 мм, а в полностью раскрытом состоянии его капюшон имеет диаметр 89 мм. Гибкий капюшон может принимать множество различных форм, вплоть до того, что его чрезвычайно цепкий край может образовывать выемки. Этот капюшон используется для ловли планктонной добычи, например, креветок Boreomysis. Его хвост имеет пальцевидные выступы, отсюда видовой эпитет caudactylus.
Моллюск биолюминесцентный, способен испускать мерцающий синий свет поверхностью ротового капюшона и выступами на хвосте; это только третья известная группа голожаберных, демонстрирующая биолюминесценцию, которая, по-видимому, развилась независимо у каждой из этих групп.
Bathydevius caudactylus, по-видимому, не погружается и не всплывает, плавая в толще воды, что позволяет предположить, что его плотность примерно равна плотности морской воды.

## Размножение

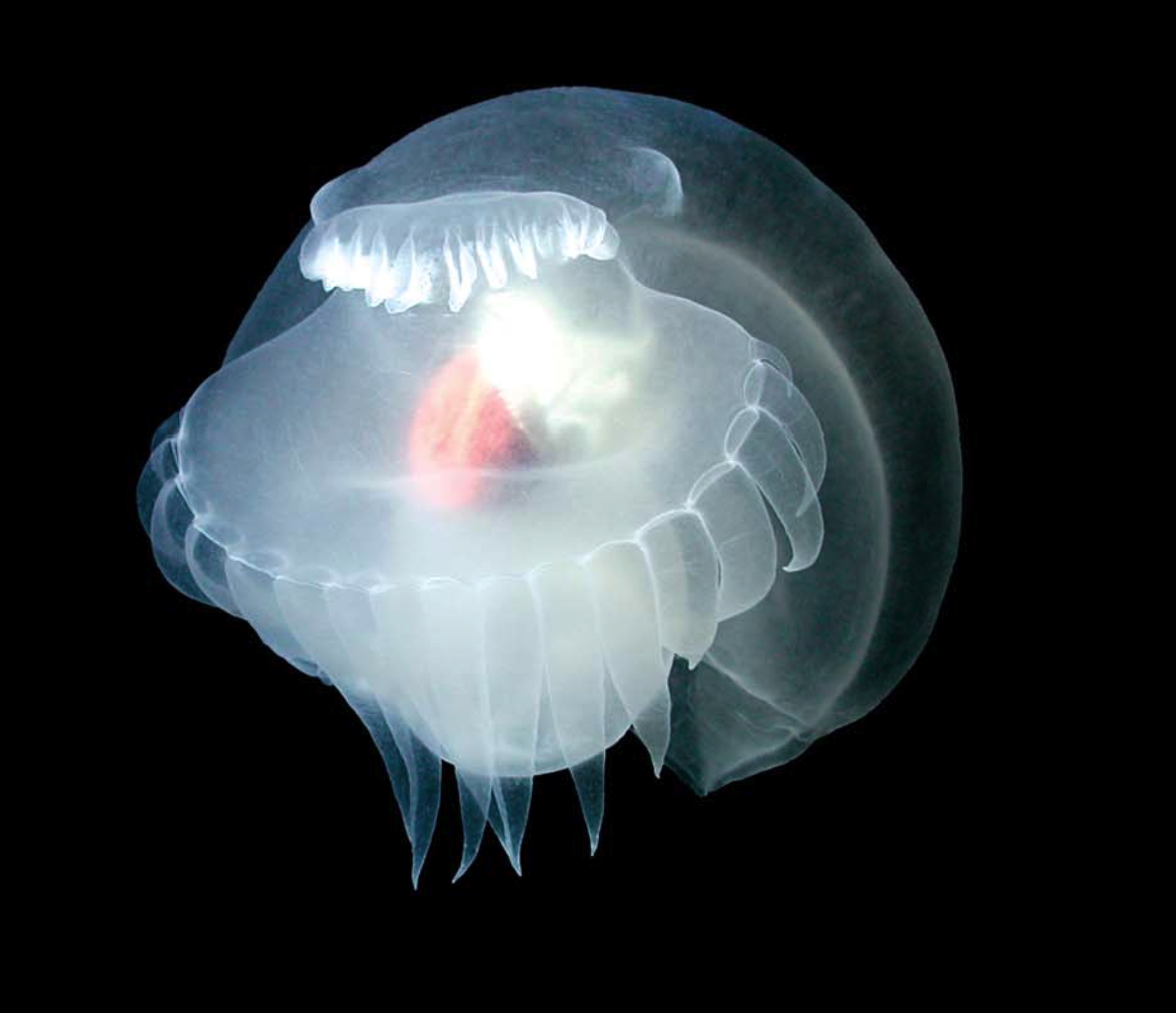
Пальцевидный хвост Bathydevius, вид сзади.

Хотя Bathydevius caudactylus обычно плавает в средних слоях воды, но когда он готов к размножению, то опускается на дно и прикрепляется к нему. Прикрепившись, выпускает ленту яиц. По меньшей мере 20 особей были замечены прикрепленными к морскому дну. Как и большинство других брюхоногих моллюсков, Bathydevius гермафродит.

## Открытие и описание
Bathydevius caudactylus был впервые обнаружен в феврале 2000 года сотрудниками Monterey Bay Aquarium Research Institute с помощью ROV <i id="mwdg">Tiburon</i> на глубине 2614 м в заливе Монтерей, Калифорния. Голотипный образец был добыт в январе 2004 года, и более 157 особей были задокументированы в ходе погружений, производившихся с 2000 по 2021 год. В этот период исследований его стали называть «таинственным моллюском», пока не была определена его таксономическая принадлежность. После подробного изучения его таксономии, экологии и истории жизни, он был в конце концов описан в ноябре 2024 года.
По крайней мере одна нерестящаяся особь Bathydevius caudactylus выжила, когда её поймали живой и подняли на поверхность. Она отложила икру в аквариуме и выпустила ленту яиц, которая прикрепилась ко дну аквариума, яйца успешно развились в личинки.